# Mercedes-Benz W 31
Le véhicule tout-terrain Mercedes-Benz G4 à trois essieux a été créé en tant que véhicule tout-terrain lourd pour la Wehrmacht en 1934. Après une première tentative en 1926 avec le modèle G1, Daimler-Benz a maintenant fait une autre tentative. Le modèle avait la désignation de type interne W 31. Les voitures ont été conçues en tant que voitures de tourisme à sept places ou berlines fermées. En raison de son poids important de 3,7 tonnes, le G4 était principalement utilisé pour de la représentation sur la route.

## Technologie du véhicule
La W 31 est une voiture à trois essieux dont la caisse est construite sur un châssis caissonné. Il y avait deux styles de carrosserie, une voiture de tourisme et une berline fermée. La voiture a un moteur à cylindres en ligne installé longitudinalement à l'avant, tous les essieux sont entraînés (configuration d'essieux 6 × 6); Cependant, 12 voitures ont été livrées sans transmission d'essieu avant commutable (configuration d'essieux 6 × 4). Tous les essieux sont des essieux rigides et ils sont tous suspendus sur des ressorts à lames en porte-à-faux semi-elliptiques montés longitudinalement, les roues arrière d'un côté partageant chacune un ensemble de ressorts à lames. Les roues sont équipées de pneus mesurant de 7,5 à 15 pouces (191 à 381 mm), le W 31 a des pneus simples tout autour. Le système de freinage fonctionne hydrauliquement avec un support d'air d'aspiration et agit sur des freins à tambour sur toutes les roues. La direction de broche à vis est installée par Daimler-Benz.
Le W 31, construit jusqu'en 1934, était propulsé par un moteur essence huit cylindres en ligne M24 de Daimler-Benz refroidi par liquide avec un arbre à cames latéral et des soupapes en tête. La cylindrée est de 5 018 cm3, la puissance nominale est spécifiée à 100 ch (74 kW). Le couple est transmis aux essieux via un embrayage monodisque à sec et une boîte de vitesses à quatre rapports partiellement synchronisée (II-IV) avec arbre intermédiaire. Les différentiels d'essieux sont verrouillables. La vitesse maximale est de 67 km/h.

## Historique

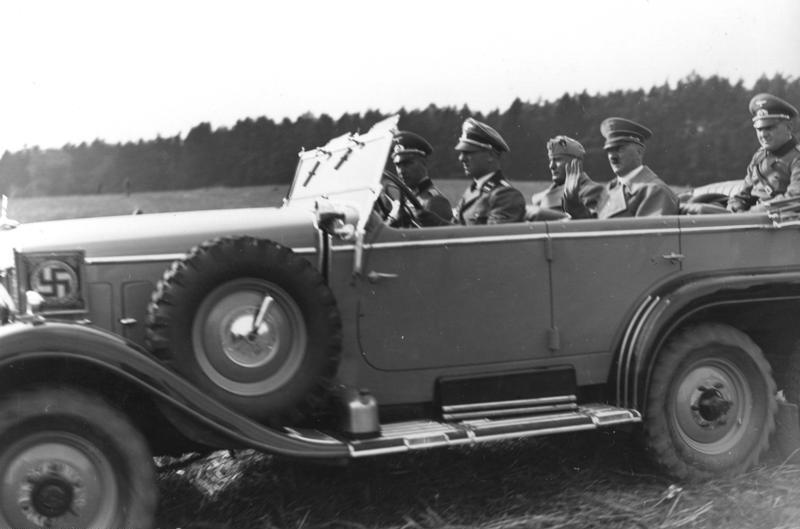
Hitler et Mussolini avec le chauffeur Friedrich Hossbach lors des manœuvres de la Wehrmacht dans le Mecklembourg et la Poméranie en septembre 1937

Le W 31 a été à l'origine développé à des fins militaires, mais sa masse élevée de plus de 3500 kg et son prix élevé le rendaient inadapté comme véhicule militaire. Au total, seulement 57 unités ont été construites, dont seulement onze ont été livrées à la Wehrmacht. Le W 31 a été utilisé pour conduire des politiciens de haut rang du régime nazi dans les zones de manœuvre et lors de visites dans les pays occupés et dans les zones arrière du front.
À partir de 1937 un moteur plus puissant fut installé. Il avait une cylindrée de 5 252 cm³ et une puissance de 115 ch (84,5 kW). Les performances sont restées les mêmes - limitées par la conception des pneus tout-terrain. 16 véhicules ont été construits en 1937 et 1938.
En 1938, il y avait un moteur encore plus gros. Il avait une cylindrée de 5 401 cm³ mais ne délivrait que 110 ch (81 kW). Après que la Chancellerie du Reich ait commandé quelques véhicules pour Adolf Hitler et son état-major - utilisés comme voitures de commandant, par exemple, pendant l'Anschluss de l'Autriche et l'annexion du soi-disant reste de la République tchèque - Daimler-Benz a encore pu vendre 30 véhicules dans la dernière année de production, 1939.
Au moins trois des 57 voitures existent toujours dans leur état d'origine, dont l'une se trouve au Musée automobile et technologique de Sinsheim (Allemagne). Une autre G4, à l'origine un cadeau d'Hitler au général Franco, fait partie de la collection automobile de la famille royale espagnole.
Le dernier exemplaire est à Hollywood. Dans la série Papa Schultz, il apparaît dans le générique d'ouverture ainsi que dans certaines scènes de la série. Ce véhicule apparaît également dans d'autres films hollywoodiens, principalement des films de guerre.